# Emmenthal (Pommern)
Emmenthal war ein Wohnplatz im Gebiet der preußischen Provinz Pommern.
Der Wohnplatz bestand aus vier Höfen (Ausbauten), die etwa 500 Meter südwestlich des Dorfes Ramelow lagen. Er wurde im Jahre 1905 als eigener Wohnplatz genannt; damals wurden hier 43 Einwohner gezählt.
Bis 1945 bildete Emmenthal einen Wohnplatz in der Gemeinde Ramelow und gehörte mit dieser zum Kreis Kolberg-Körlin in der preußischen Provinz Pommern. Nach 1945 kam der Wohnplatz, wie ganz Hinterpommern, an Polen. Heute liegt die Stelle im Gebiet der polnischen Gmina Gościno (Stadt- und Landgemeinde Groß Jestin).